# Лімму
Лімму — посадовець-епонім в Ассирії за ім'ям якого називали рік. В пізньоассирійський період за традицією в рік сходження на престол лімму ставав сам цар.
Однією з найважливіших подій року в стародавньому Межиріччі був новорічний фестиваль навесні. В Ассирії під час цього святкування в священній столиці Ашшурі здійснювалися спеціальні обряди та приносилися жертви богам. У цих обрядах мав брати участь або ж цар або ж спеціально обраний посадовець який і звався лімму. На цю посаду обирали представників з найзнатніших ассирійських родин. Оскільки посада була річною, і одна й та сама людина майже ніколи не обиралася на неї двічі, а для ассирійців було характерне велике різноманіття імен то імена лімму використовувалися для означення років. Наприклад 820/819 роки були роком ліммівства Бел-дана. Також для уточнення майже завжди добавляли важливі військові події, що сталися того року. 
Списки лімму мають велике значення для встановлення точної хронології подій. Проте вони збереглися лише для 1876-1780 та 858-700 років до нашої ери. Щоправда ці періоди можна продатувати дуже точно бо збереглося не менше п'яти табличок для першого з них і понад 10 для другого.  